# Éva Csernoviczki
Éva Csernoviczki (Tatabánya, 16 oktober 1986) is een Hongaars judoka, die haar vaderland driemaal op rij vertegenwoordigde bij de Olympische Spelen: in 2008 (Peking), 2012 (Londen) en 2016 (Rio de Janeiro). Bij dat voorlaatste toernooi won ze een bronzen medaille in de klasse tot 48 kilogram, net als de Belgische Charline Van Snick. In de eerste ronde was Csernoviczki verantwoordelijk voor de eliminatie van de Nederlandse debutante Birgit Ente.

## Erelijst

### Olympische Spelen
- 2012 Londen, Verenigd Koninkrijk (– 48 kg)

### Wereldkampioenschappen
- 2011 Parijs, Frankrijk (– 48 kg)

### Europese kampioenschappen
- 2013 Boedapest, Hongarije (- 48 kg)
- 2009 Tbilisi, Georgië (– 48 kg)
- 2010 Wenen, Oostenrijk (– 48 kg)
- 2011 Istanboel, Turkije (– 48 kg)
- 2016 Kazan, Rusland (– 48 kg)
- 2008 Lissabon, Portugal (– 48 kg)
- 2017 Warschau, Polen (– 48 kg)